# 머큐리 그랜드 마퀴스
머큐리 그랜드 마퀴스(Mercury Grand Marquis)는 1975년부터 2011년까지 생산된 후륜구동 대형 고급 세단으로, 포드의 고급 자동차 사업부인 머큐리 브랜드의 대표적인 자동차 모델이다. V8 4.6리터 가솔린 엔진을 장착했으며 링컨 타운카, 포드 크라운 빅토리아와 후륜구동 플랫폼(포드 팬서 플랫폼), 엔진을 공용했다. 또한 2007년부터 링컨 타운카가 기존 생산지인 윅섬 공장이 폐쇄되면서 세인트 토마스 공장으로 생산지를 이전하여, 팬서 후륜구동 플랫폼을 이용하는 세 차종이 모두 세인트 토마스 공장에서 단종될 때까지 생산됐다. 자동변속기는 컬럼식이다.
2010년 5월 포드의 머큐리 브랜드 폐기 선언으로 단종이 확정됐고, 2011년 1월 4일 마지막 1대 생산분을 끝으로 후속 없이 단종되었다. 팬서 플랫폼을 공용한 3개 차종 중에서는 가장 먼저 단종됐으며, 세인트 토마스 공장은 2011년 9월 포드 크라운 빅토리아의 단종과 함께 폐쇄됐다.
대한민국에서는 1990년대에 2세대 모델을 병행수입업체에서 수입해서 판매를 하였다.

## 사진

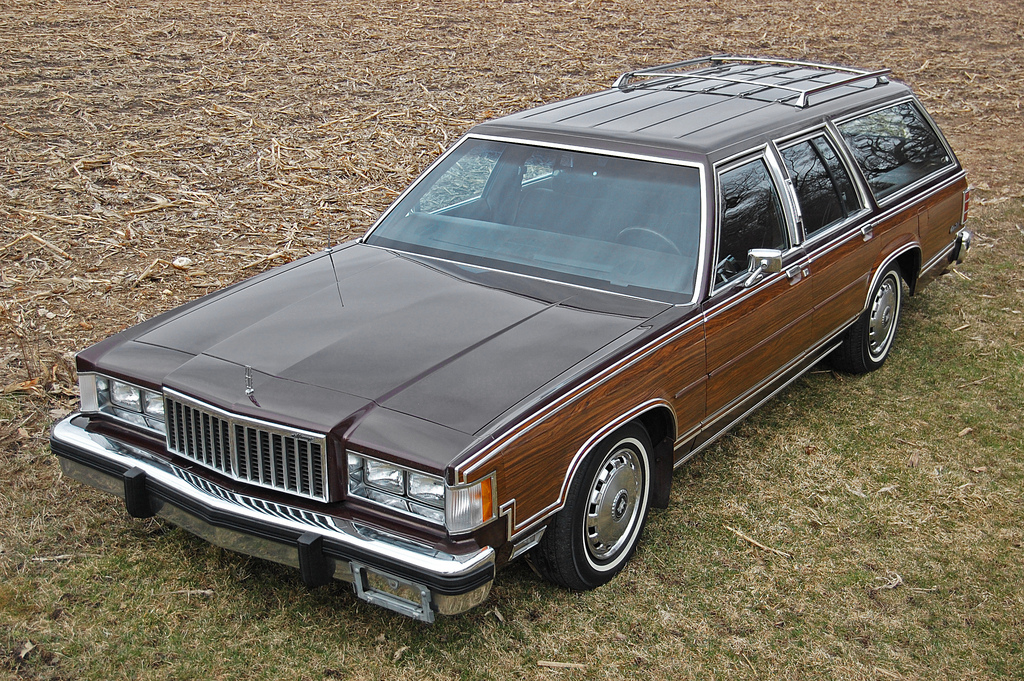
1세대 그랜드 마퀴스 (전기형) 웨곤
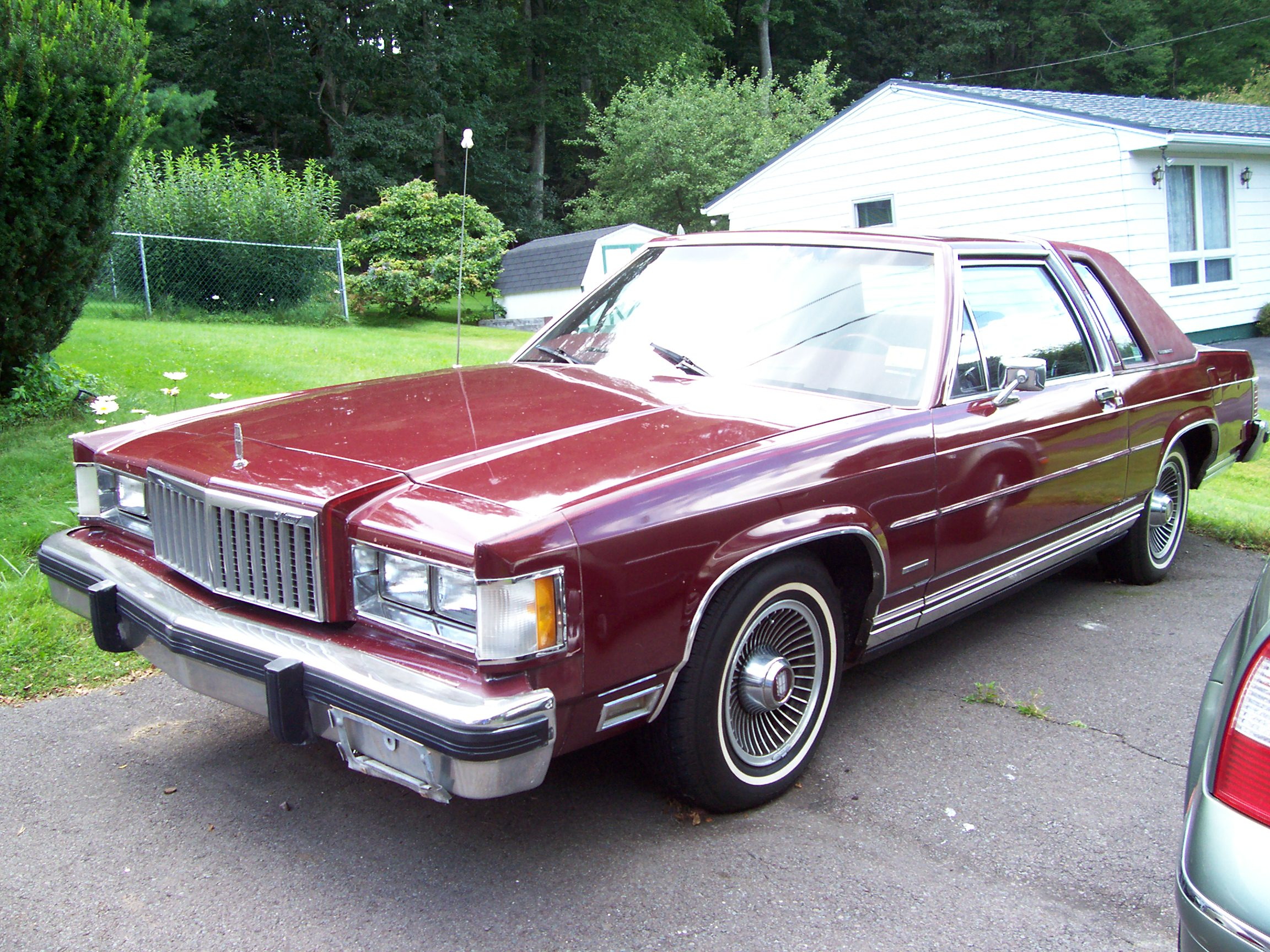
1세대 그랜드 마퀴스 (전기형) 2도어 쿠페
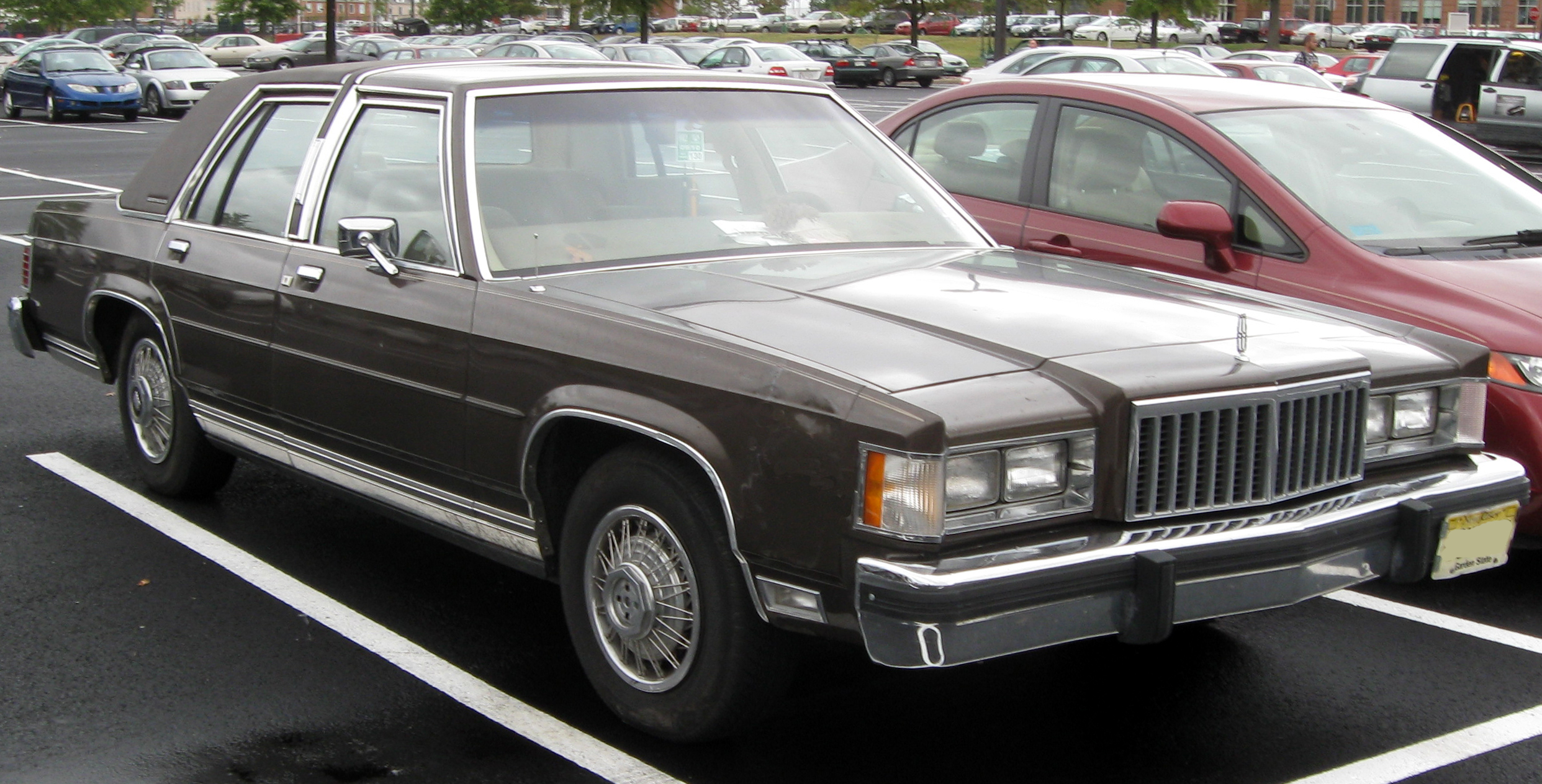
1세대 그랜드 마퀴스 (전기형)
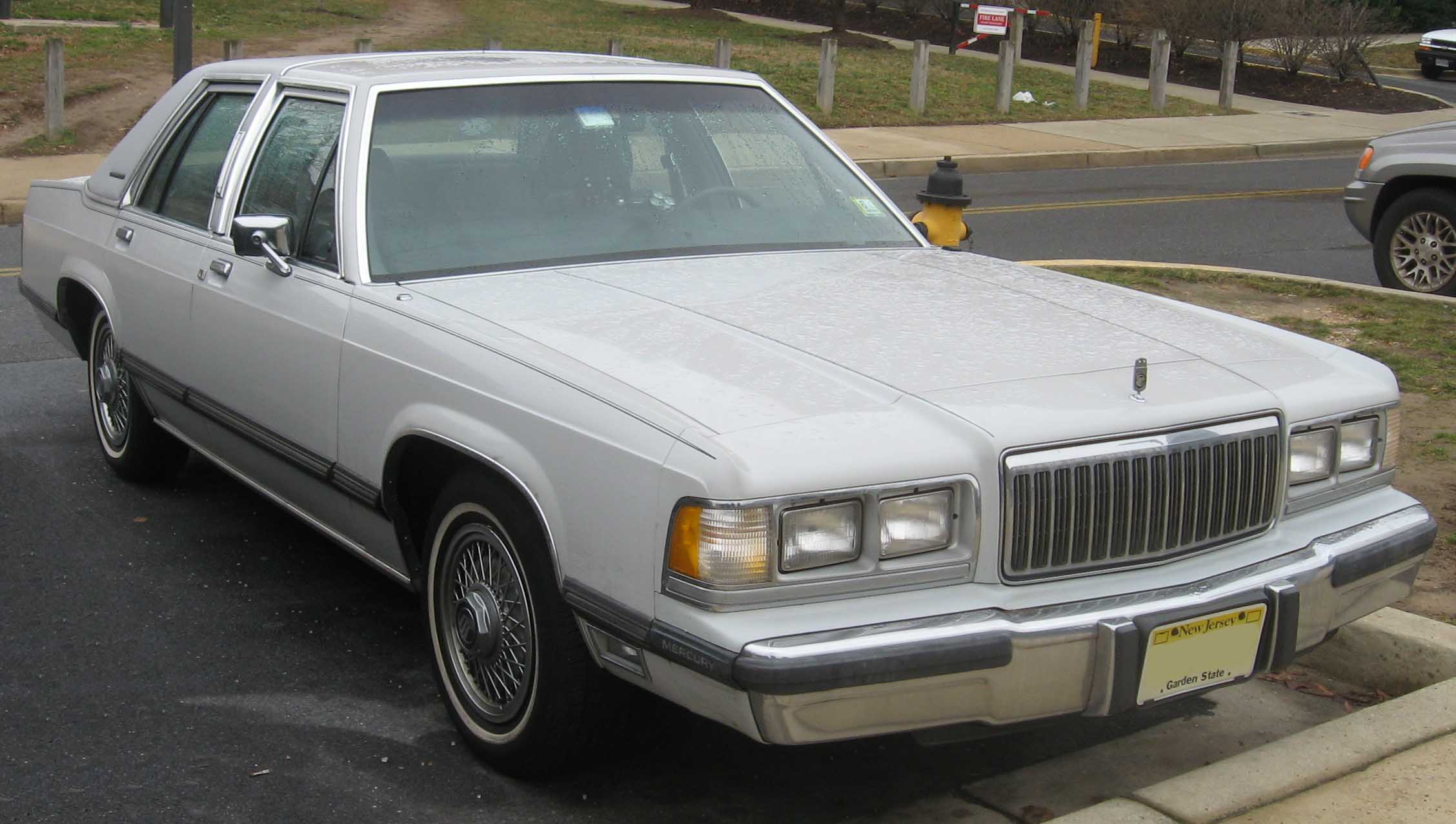
1세대 그랜드 마퀴스 (후기형)
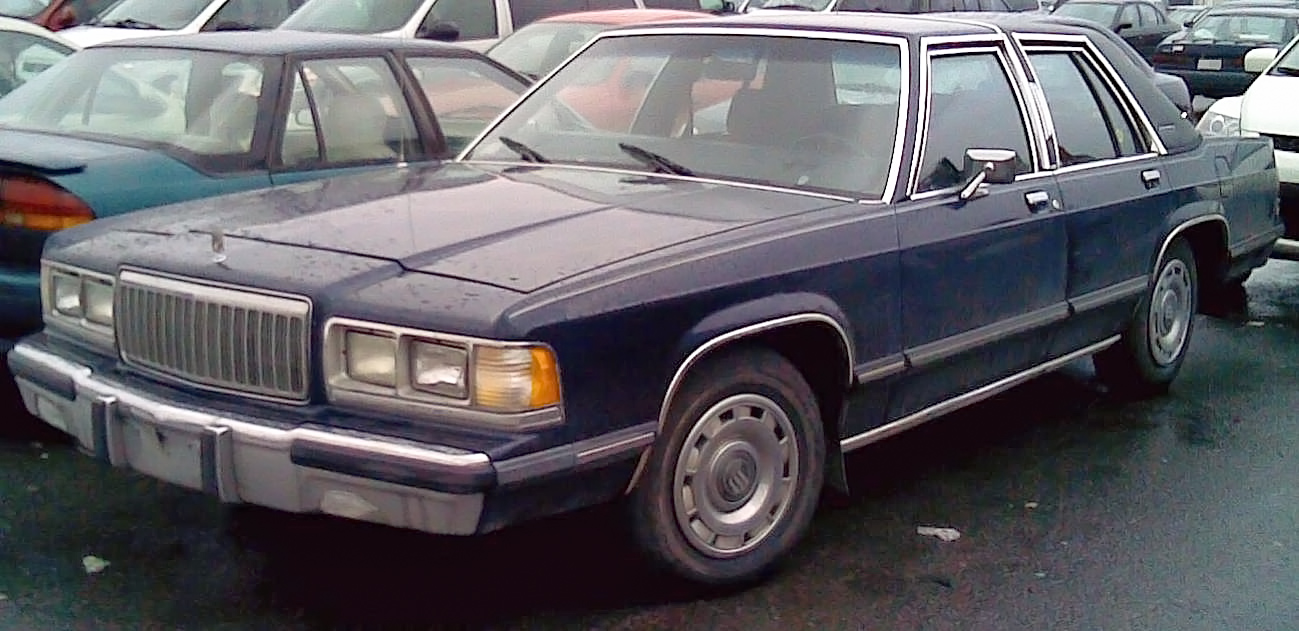
1세대 그랜드 마퀴스 (후기형)
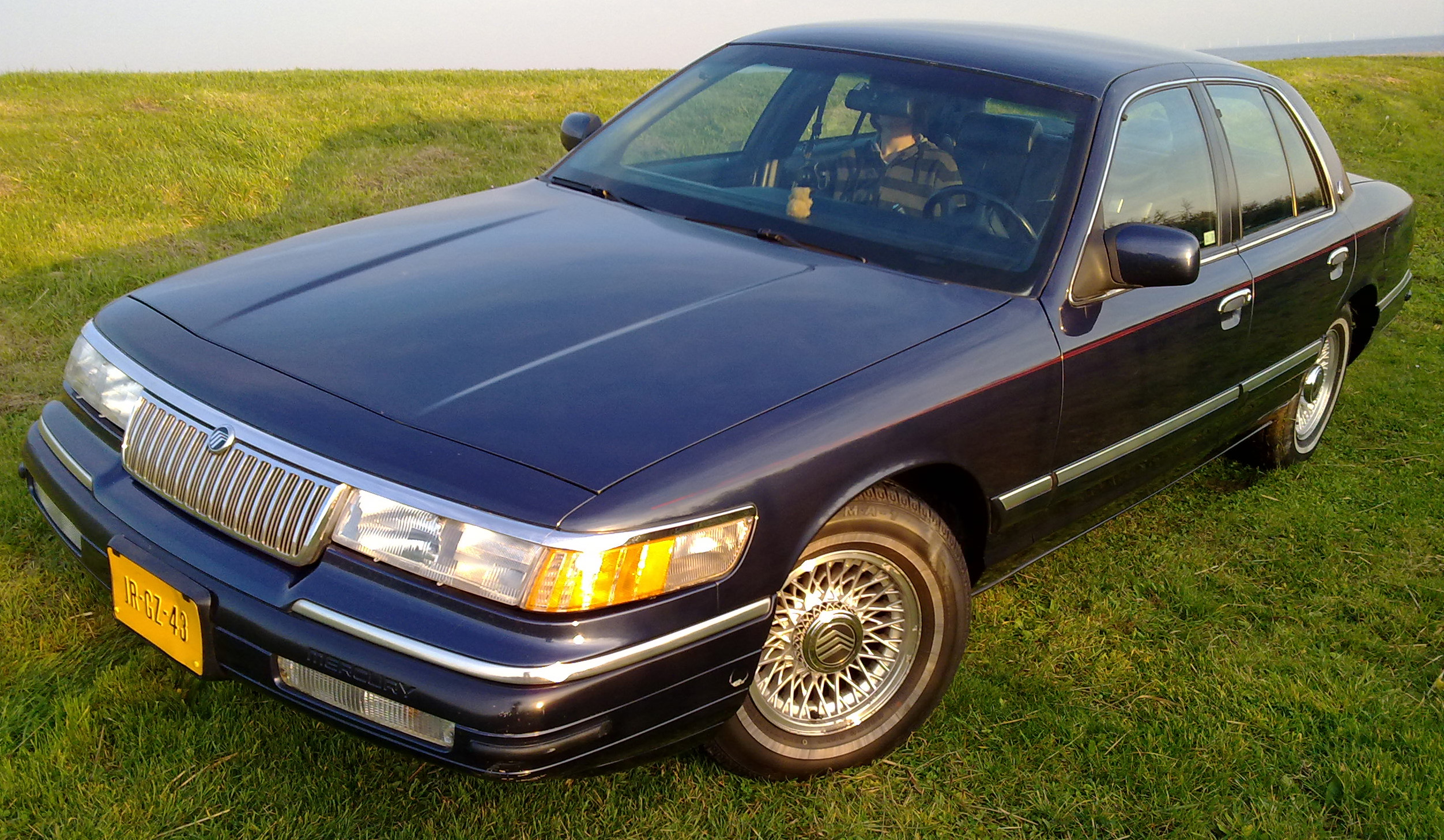
2세대 그랜드 마퀴스 (전기형)
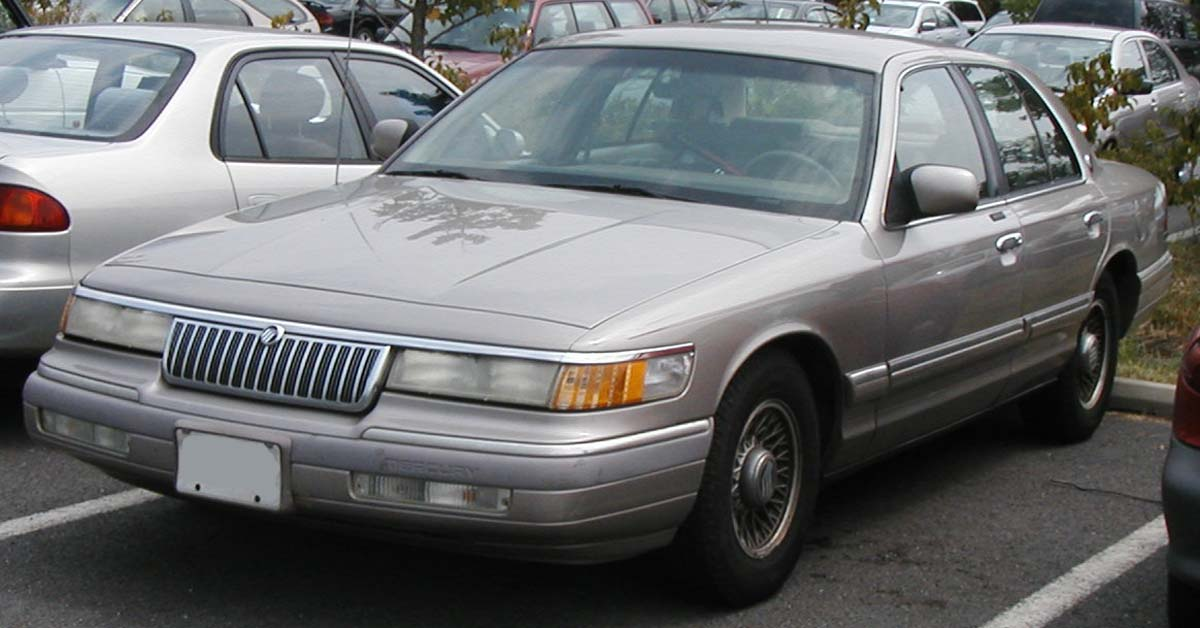
2세대 그랜드 마퀴스 (전기형)
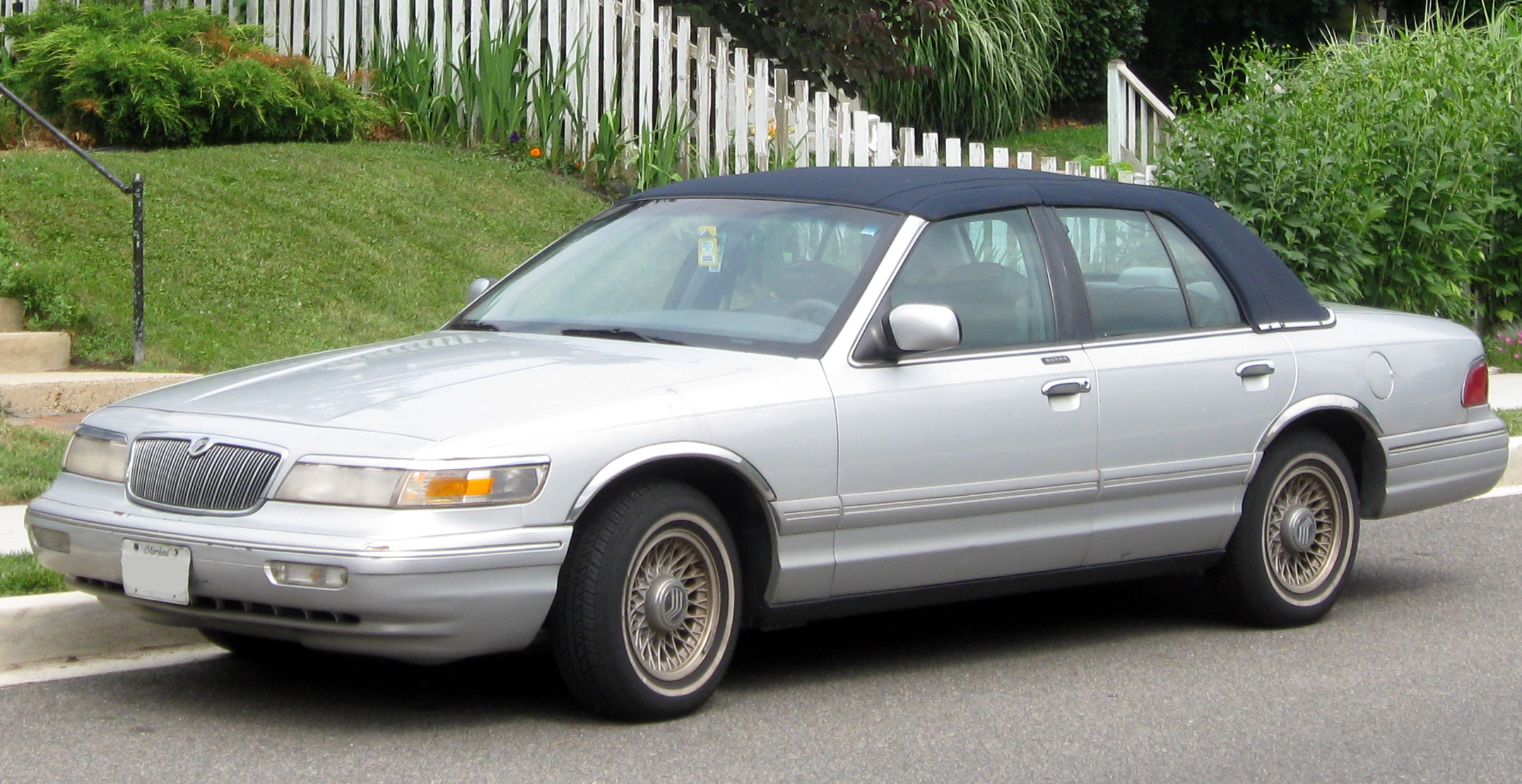
2세대 그랜드 마퀴스 (후기형)
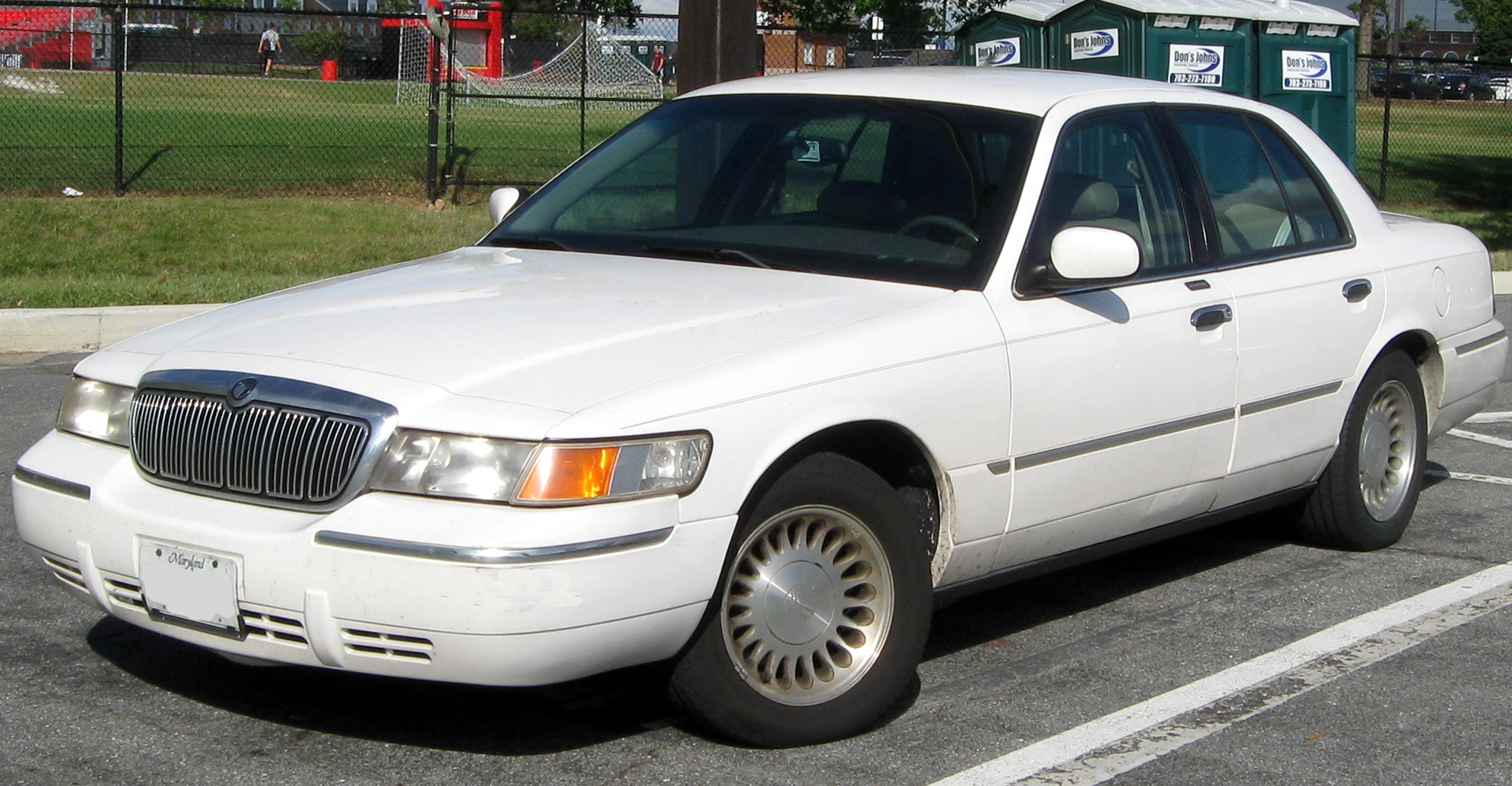
3세대 그랜드 마퀴스
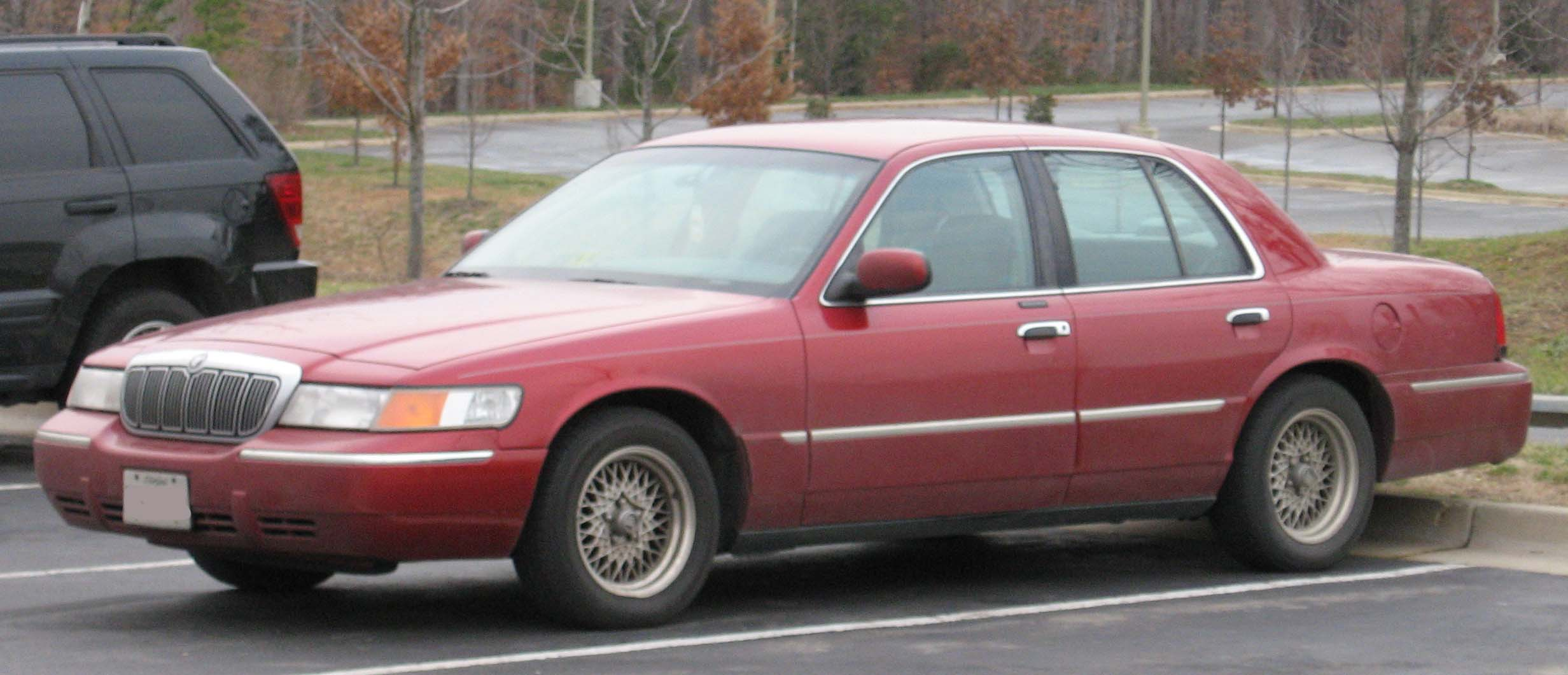
3세대 그랜드 마퀴스
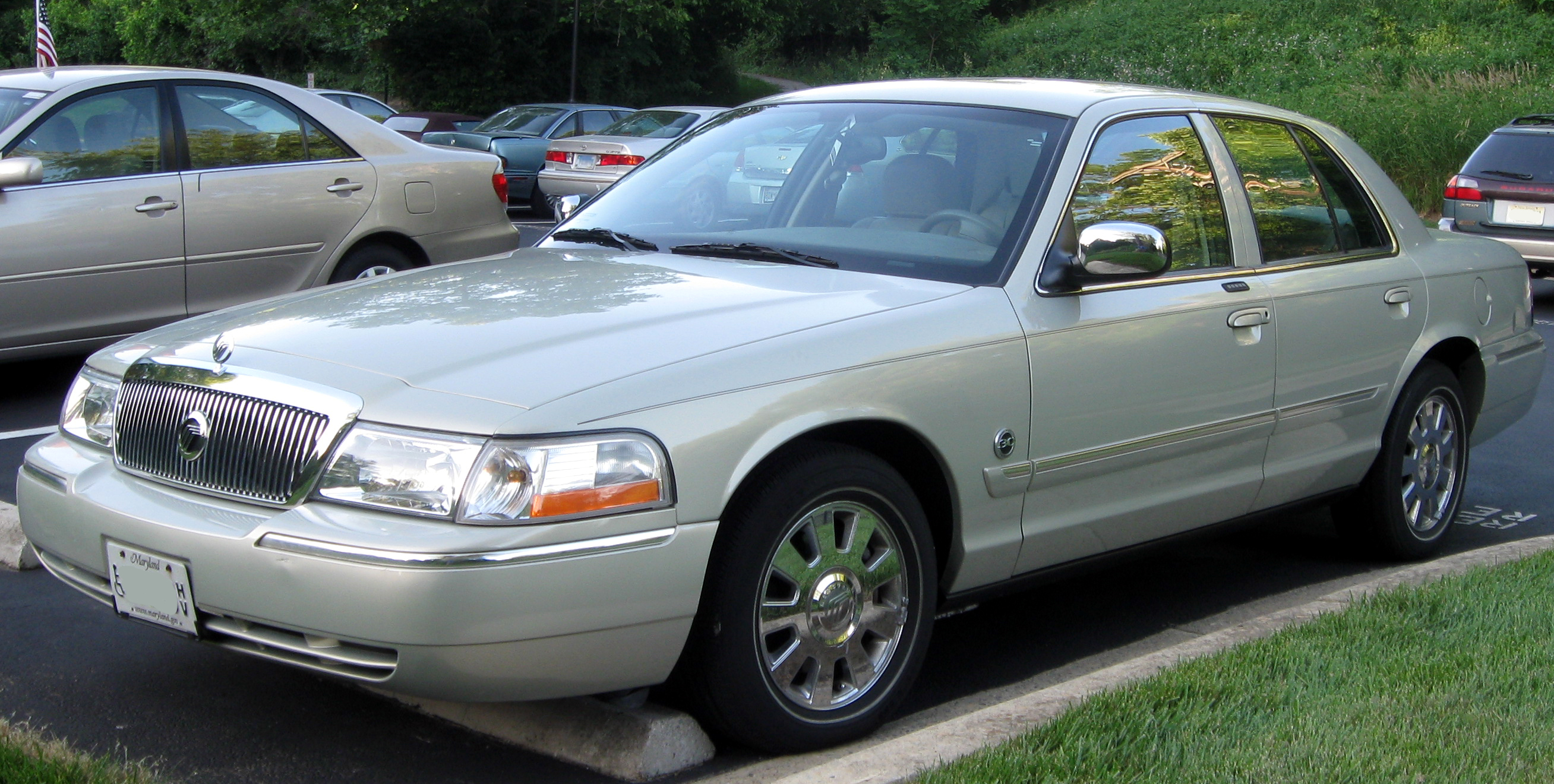
4세대 그랜드 마퀴스 (전기형)
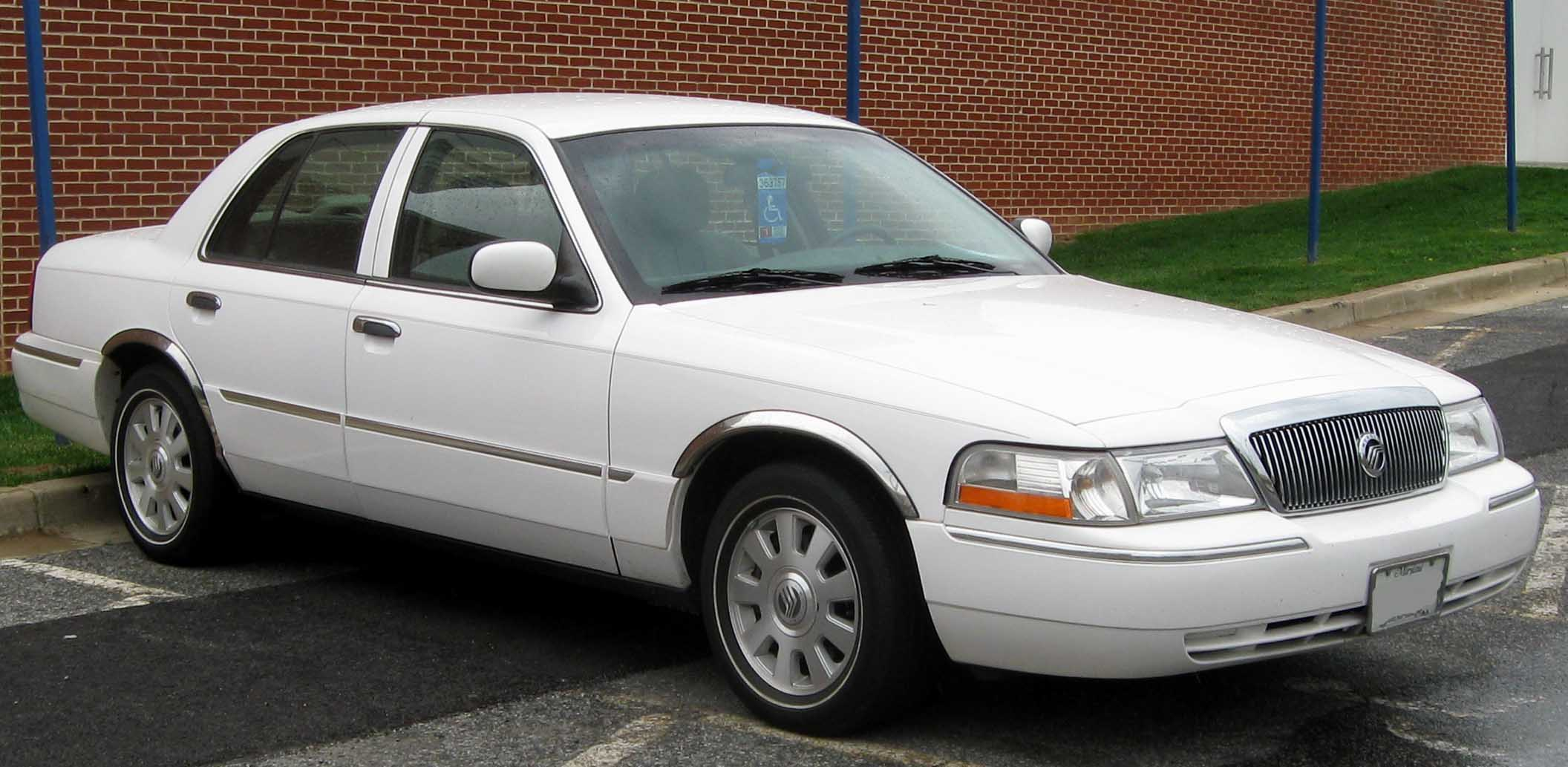
4세대 그랜드 마퀴스 (전기형)
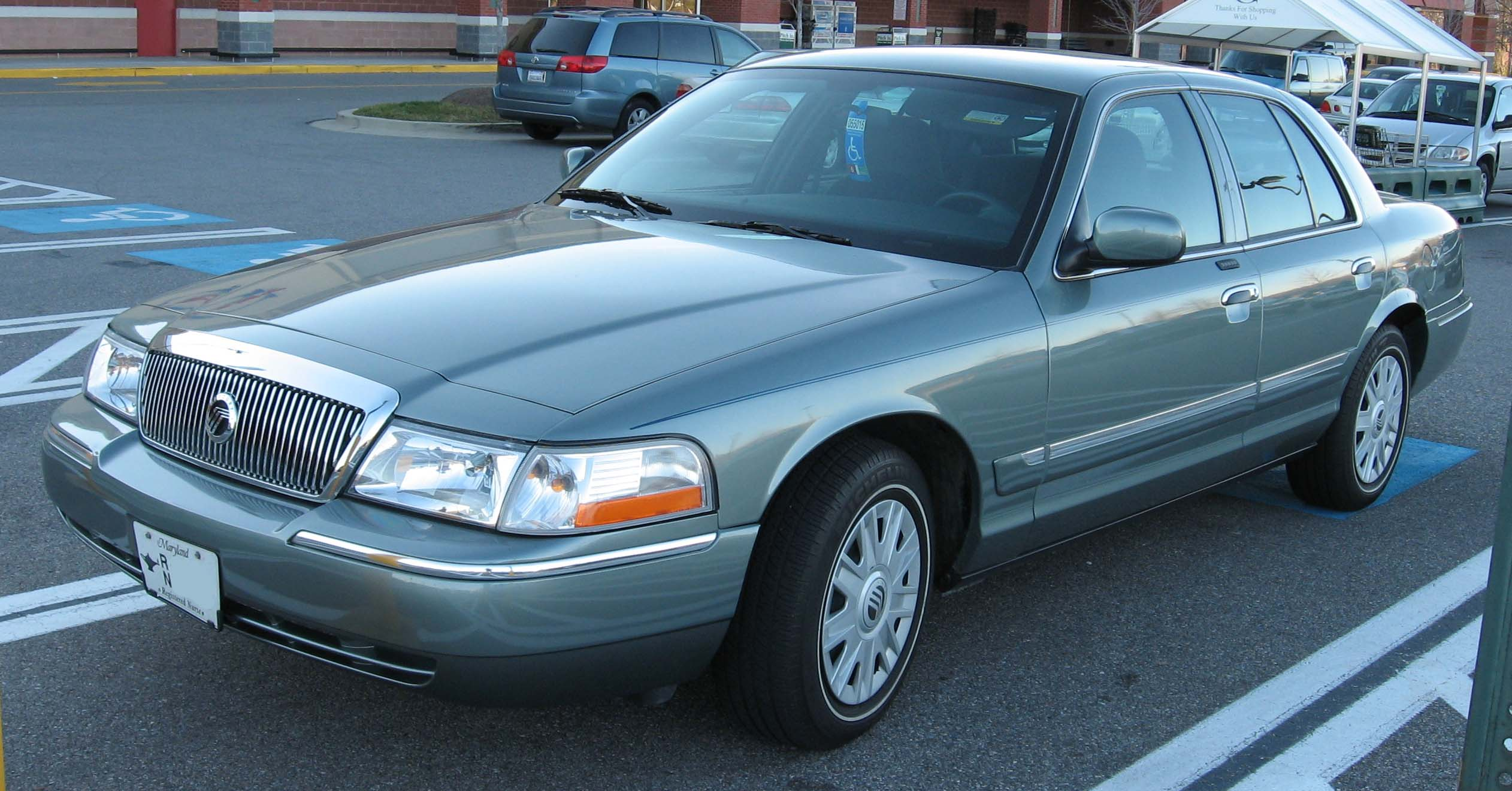
4세대 그랜드 마퀴스 (전기형)
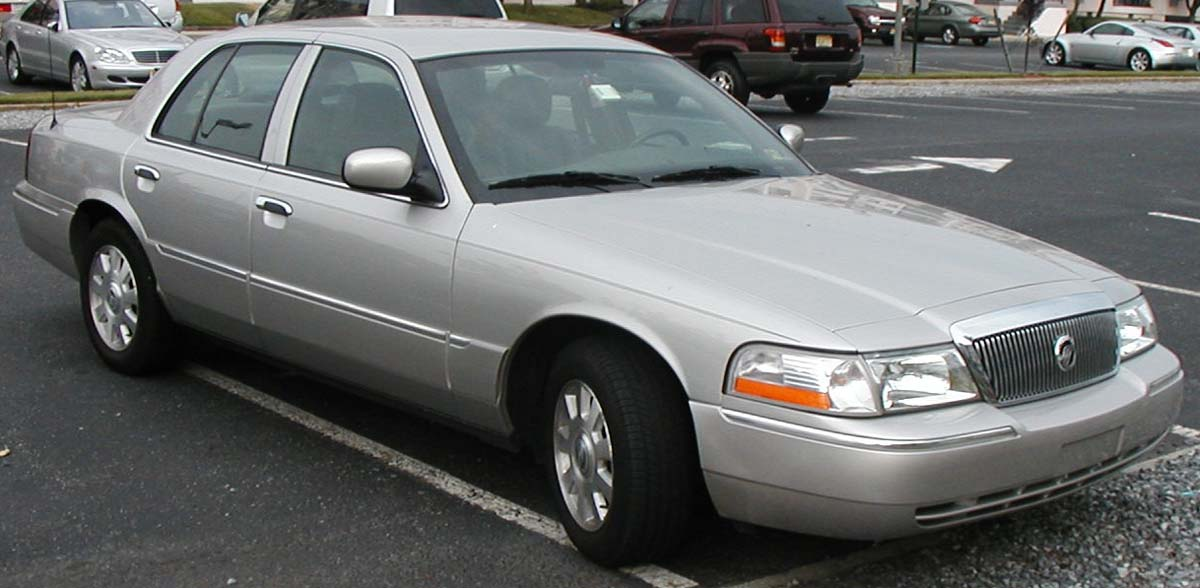
4세대 그랜드 마퀴스 (전기형)
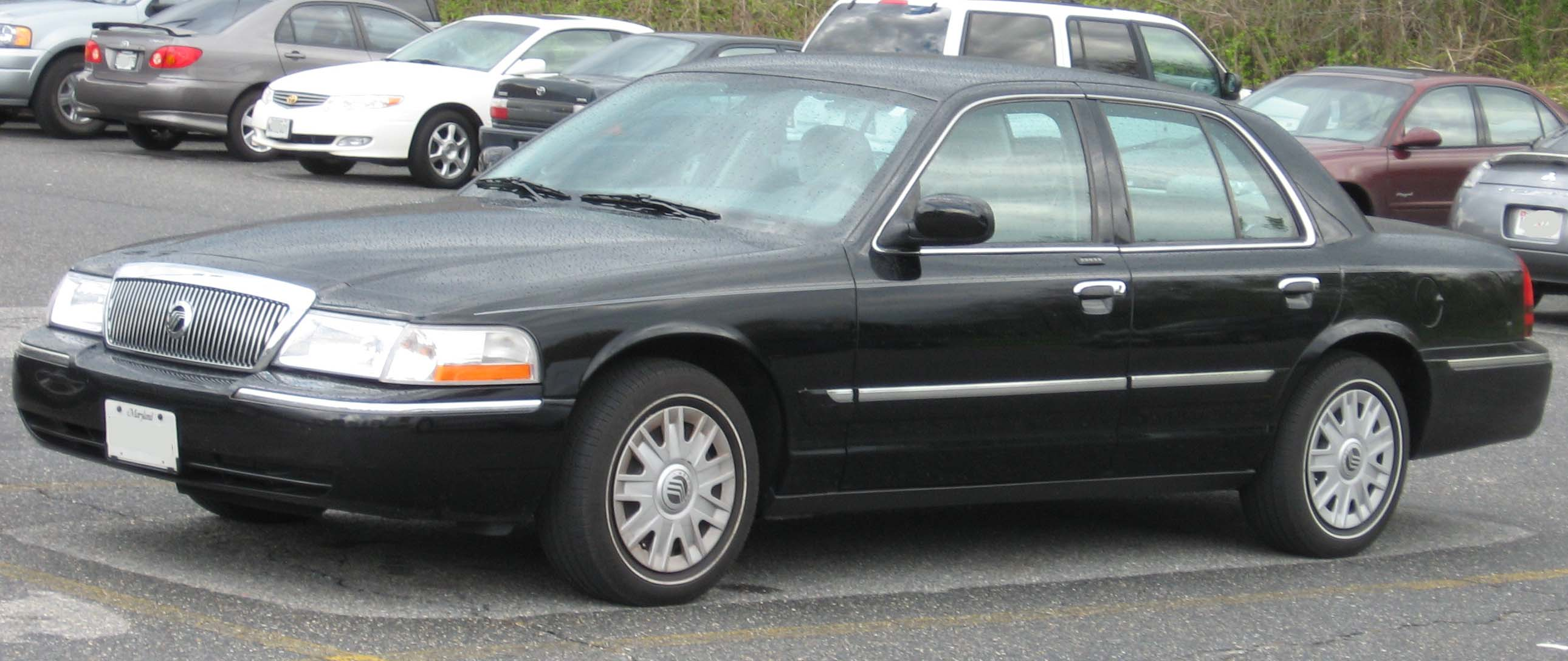
4세대 그랜드 마퀴스 (전기형)
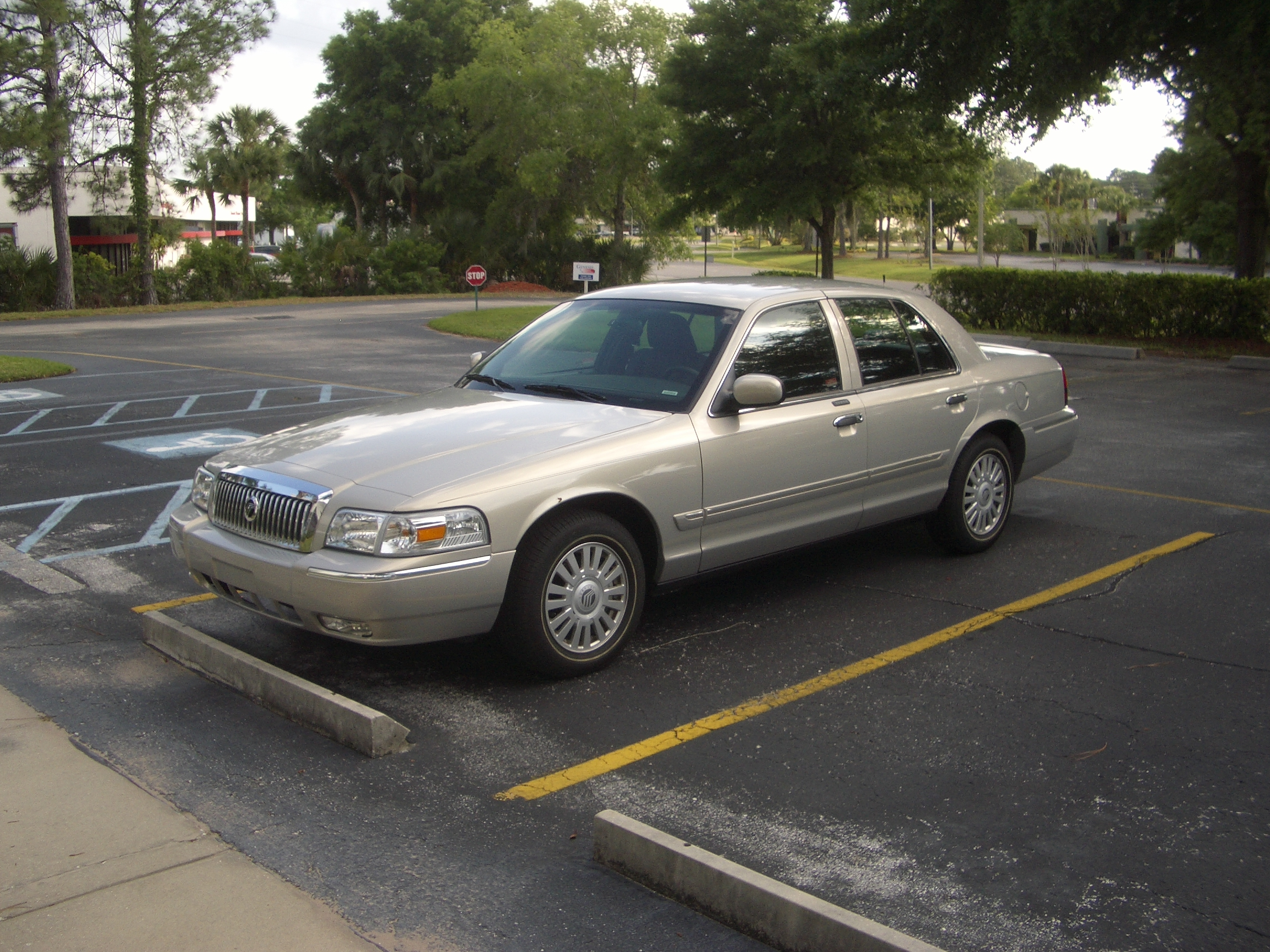
4세대 그랜드 마퀴스 (후기형)
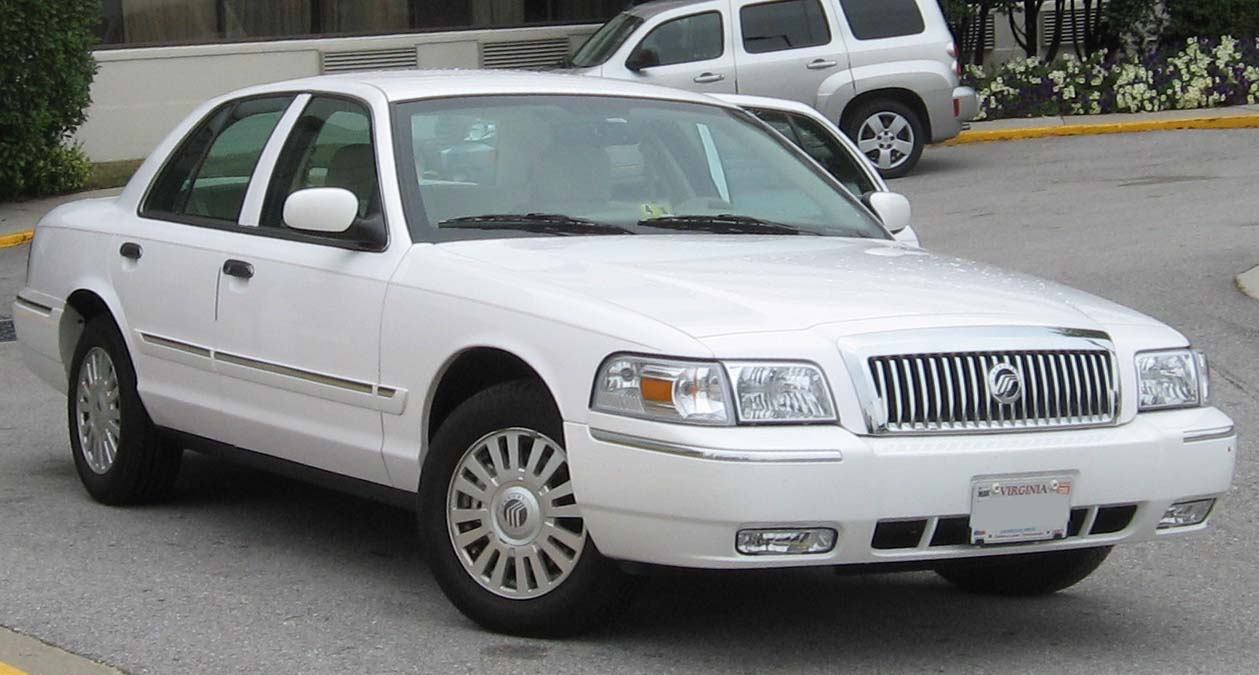
4세대 그랜드 마퀴스 (후기형)
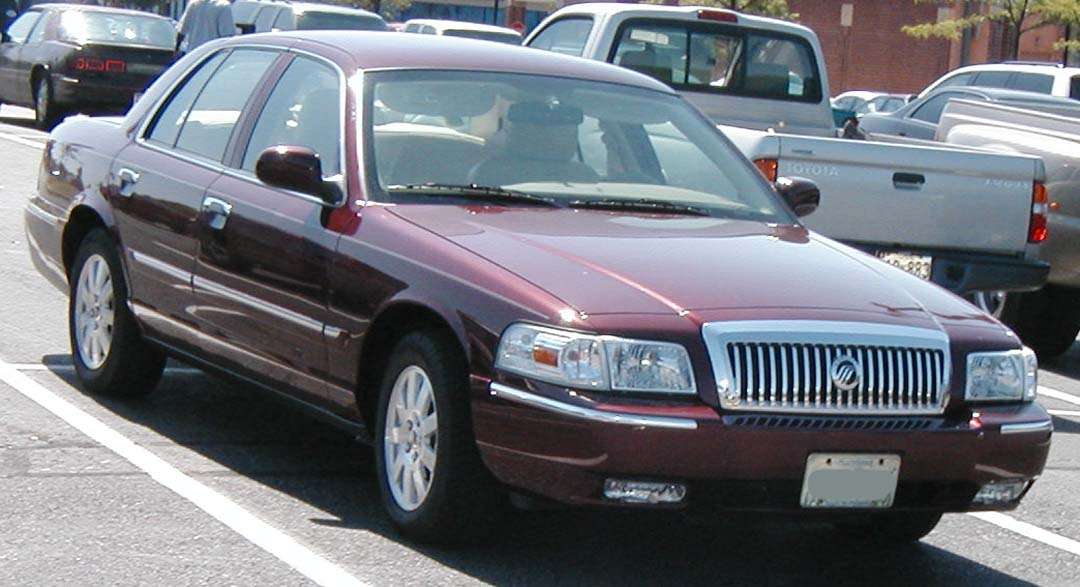
4세대 그랜드 마퀴스 (후기형)
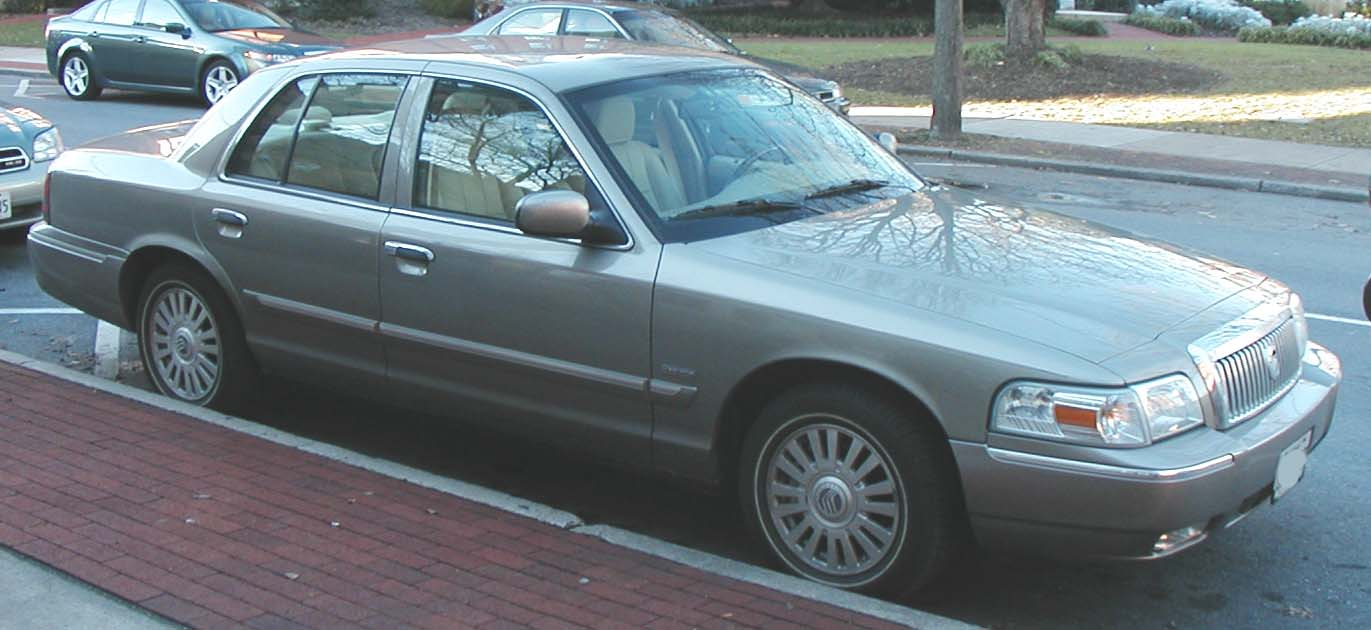
4세대 그랜드 마퀴스 (후기형)
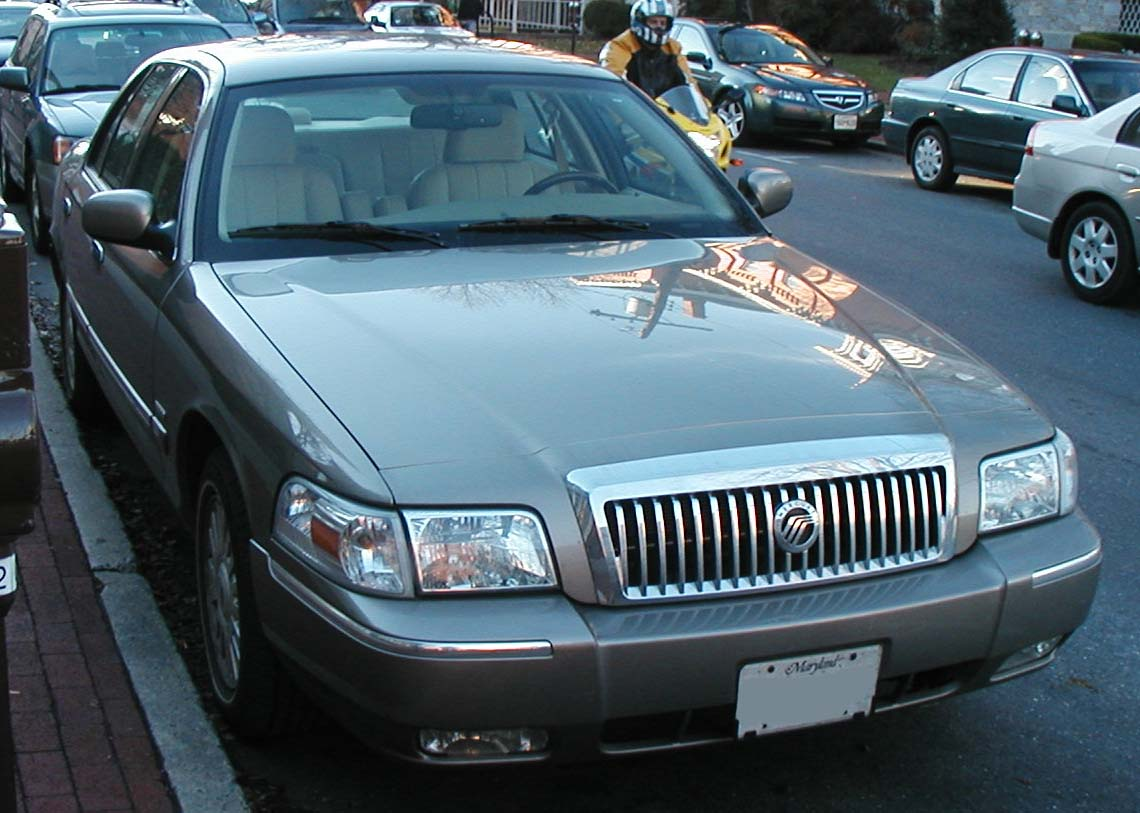
4세대 그랜드 마퀴스 (후기형)
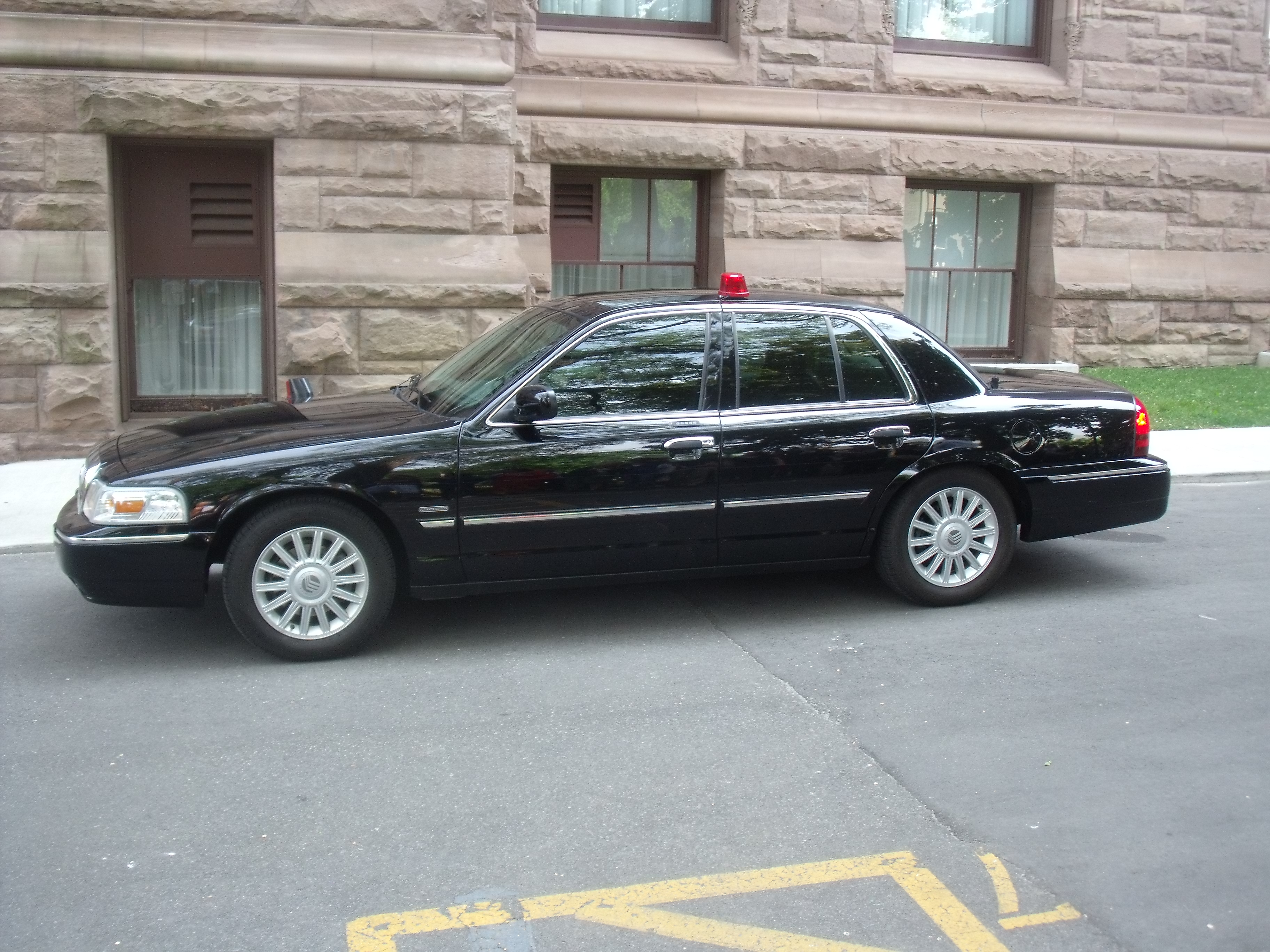
4세대 그랜드 마퀴스 (후기형)
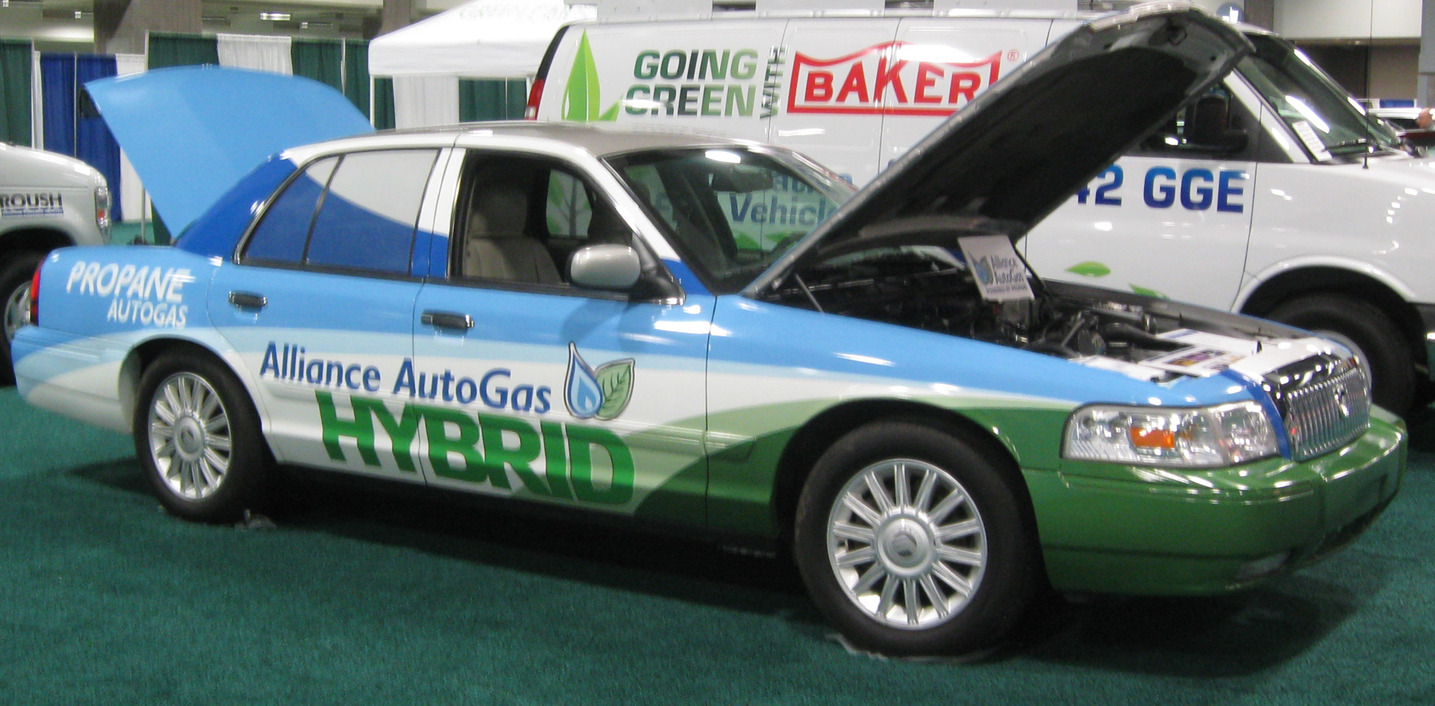
4세대 그랜드 마퀴스 (후기형)